# Right Direction
Right Direction was een hardcore punkband uit Maastricht die actief was tussen 1989 en 2002.

## Geschiedenis
De band speelde in de jaren '90 een leidende rol in de Maastrichtse hardcorescene M-Town Rebels. In 1998 stond de band op het muziekfestival Dynamo Open Air en in 1999 won het de bandwedstrijd "De Grote Prijs van Limburg" (tegenwoordig "Nu of Nooit") waardoor het de openingsact was op Pinkpop 1999. Right Direction trad op met bands als Sick of It All, Madball en Slapshot. In 2000 werd het album Bury the Hatchet uitgebracht door het Belgische label I Scream Records en later werd het album wereldwijd uitgebracht door het Amerikaanse Victory Records. Drummer Richard Bruinen verliet de band in 1992 en richtte twee jaar later Backfire! op. Zijn zelfmoord in 1999 was een schok voor heel wat bands; het Amerikaanse Agnostic Front droeg het nummer Bullit on Mott Street aan hem op en Backfire! wijdde een heel album aan hem.

## Bezetting
- Dave Reumers - zang
- Boris Wouters - gitaar
- Maurice Gijsbers - gitaar
- Daniel Immekeppel - basgitaar
- Chris Immekeppel - drums

### Oud-leden
- † Richard Bruinen - drums

## Discografie
- How Many More Lies (1993)
- All Of A Sudden (1995)
- To Right The Wrong (1998)
- Bury The Hatchet (2000)
- Beyond the Beyonds (2002)